# Eurypatagus grandiporus
Eurypatagus grandiporus is een zee-egel uit de familie Eurypatagidae.
De wetenschappelijke naam van de soort werd in 1948 gepubliceerd door Theodor Mortensen.